# Charlotte Dacre
Charlotte Dacre (* 1771 oder 1772 als Charlotte King; † 7. November 1825 in London als Charlotte Byrne) war eine britische Schriftstellerin. Sie schrieb auch unter dem Namen Rosa Matilda. Bekannt wurde sie durch ihre Gothic Novels.
Charlotte Dacre war die Tochter des Geldverleihers Jonathan King (ursprünglich Jacob Rey). Zusammen mit ihrer Schwester Sophia veröffentlichte Charlotte Dacre 1798 die Gedichtsammlung Trifles from Helicon. Die darin enthaltenen Gedichte Dacres wurden 1805 zusammen mit weiteren auch im Band Hours of Solitude herausgebracht. Im selben Jahr erschien Dacres erste Gothic Novel, Confessions of the Nun of St. Omer. 1806 folgte Zofloya; or, the Moor: A Romance of the Fifteenth Century. Vor allem Zoflaya war sehr erfolgreich und wurde 1812 ins Französische übersetzt. Im Laufe des Jahres 1807 wurde The Libertine in dreifacher Auflage herausgebracht; 1816 kam das Werk in französischer Sprache heraus. Ihr letzter Roman war The Passions aus dem Jahr 1811.
Charlotte Dacre war mit dem Morning-Post-Redakteur Nicholas Byrne verheiratet und hatte drei Kinder. Sie starb 1825 nach langer Krankheit.

## Werke
- Trifles from Helicon (1798)
- Confessions of the Nun of St. Omer (1805)
- Hours of Solitude (1805)
- Zofloya; or, the Moor: A Romance of the Fifteenth Century (1806)
- The Libertine (1807)
- The Passions (1811)
- George the Fourth (1822)